# Киберспорт
Ки́берспо́рт (также известен как «компью́терный спорт» или «электро́нный спорт», англ. esports) — командное или индивидуальное соревнование на основе компьютерных игр.
Все киберспортивные дисциплины делятся на несколько основных классов, различаемых свойствами пространств, моделей, игровой задачей и развиваемыми игровыми навыками киберспортсменов: шутеры от первого лица, стратегии в реальном времени, спортивные симуляторы, автосимуляторы, авиасимуляторы, файтинги, командные ролевые игры с элементами тактико-стратегической игры и т. д.
Разыгрываемые призовые фонды могут достигать полсотни миллионов долларов США.
Игры турниров транслируются в прямом эфире в интернете, собирая многомиллионную аудиторию. Например, за финалом The International 2015, наблюдало более 4,6 млн зрителей, а в 2020 году зрители провели на трансляциях матчей первого дивизиона российского турнира EPIC League более 21 млн часов.
В 2024 году киберспорт признан олимпийской дисциплиной, первые олимпийские киберспортивные игры пройдут в 2027 году в Саудовской Аравии.

## История
Первый известный турнир по компьютерным играм прошёл 19 октября 1972 года, в рамках которого три десятка студентов Стэнфордского университета сразились в Spacewar! за годовую подписку на журнал Rolling Stone. С развитием аркадных игр начали появляться соревнования по набору очков: так, с 1980 года начали проводиться чемпионаты Atari’s Space Invaders Championship с тысячами участников, а в 1982—1984 годах поединки на игровых автоматах транслировались в прямом эфире в рамках шоу Starcade. В 90-е был проведён первый турнир The Nintendo Championship, в рамках которого участники соревновались в получении очков в таких играх, как Super Mario Bros.
В 1996 году появляется EVO (изначально имел название Battle by the Bay), проводящий турнир по игре Street Fighter II.
Позже, в 1997 году была основана CPL, которая сделала первый турнир в дисциплине Quake. Но первой игрой с возможностью кооперативной схватки была Doom 2.
27 января на специальной конференции в Сеуле Корейская ассоциация электронных видов спорта (KeSPA) успешно продвинула киберспорт в ряды спортивных дисциплин второго уровня. Пока что речь идёт о признании киберспорта только корейским комитетом, чтобы претендовать на что-то серьёзное, нужно признание самого МОК
23 июля 2024 международный Олимпийский Комитет утвердил создание Олимпийских Киберспортивных Игр (Olympic Esports Games) после голосования на 142-й сессии в Лозанне, Швейцария. Первая киберспортивная Олимпиада — Olympic Esports Games — пройдет в 2025 году в Саудовской Аравии.

## Соревнования
Соревнования по киберспорту проводятся по всему миру, в том числе и международные. Одним из крупнейших являлся международный турнир World Cyber Games (WCG), который проводился в различных странах с 2000 по 2013 год. Кроме WCG регулярно проводились турниры киберспортивного оператора Cyberathlete Professional League и Electronic Sports League.
На сегодняшний день самыми крупными и престижными соревнования являются те, которые проводят сами производители игр: например турнир The International по Dota 2 или Чемпионат мира по League of Legends.

### Полупрофессиональные онлайн-лиги
Помимо соревнований с призовым фондом существует ряд полупрофессиональных лиг, организующих соревнования в форме онлайн-кубков и ладдеров. К наиболее известным и массовым относятся ClanBase, ESL и другие.

## Составы команд
В киберспорте в различных дисциплинах разное количество игроков в команде: их количество варьируется от 1 до 15.
Идеальный состав команд
- Киберспортсмены
- Капитан
- Тренер

Про-игрок киберспортивной команды
Киберспортсмены (прогеймеры) (англ. Pro-gamers) — профессиональные игроки, играющие за деньги. Основным заработком прогеймера являются призовые и зарплаты за игру на соревнованиях по киберспорту. В то время как прогеймер финансово зависим от игр, проведение времени за ними не считается «свободным» и может приносить меньше удовольствия игроку, так как игры для него становятся работой. В странах Азии, в частности в Южной Корее и Японии, прогеймеры спонсируются крупными компаниями и могут зарабатывать более $100 000 в год. В США Major League Gaming заключила контракт с Electronic Sports Gamers на $250 000 ежегодно.
Капитан киберспортивной команды
Капитан (англ. Captain) — в киберспорте капитан команды является официальным лидером среди её игроков. Обычно это старший или наиболее опытный член команды или игрок, который может сильно повлиять на исход матча.
Тренер киберспортивной команды
Тренер (англ. Coach) — специалист в определённом виде киберспортивной дисциплины, руководящий тренировкой команды киберспортсменов. Тренер осуществляет учебно-тренировочную работу, направленную на воспитание, обучение и совершенствование мастерства, развитие функциональных возможностей своих подопечных. Также часто производит аналитику и анализ патча и пытается понять мету в новом обновлении, в некоторых случаях тренер является экс-проигроком.

## Киберспорт в странах мира

### США
В 2013 году киберспортивную дисциплину League of Legends признали настоящим видом спорта, а её участников — настоящими спортсменами. Это упрощает въезд на территорию США игрокам из других стран посредством упрощённой системы получения визы.В этом же году американская компания Valve выпустила игру в жанре MOBA: DOTA 2.

### Западная Европа
Одним из главных игроков на киберспортивном рынке Европы является киберспортивная организация ESL, в соревнованиях которой ежегодно разыгрываются несколько миллионов долларов.
Италия
Командные дисциплины в Италии слабы, например, на WCG в Counter-Strike и Dota 2 дисциплинах итальянские команды не выходят из группы. Зато в индивидуальных дисциплинах они заработали одну медаль на ESWC и десяток на WCG.
В Италии популярна дисциплина StarCraft II, где доминируют три организации: Old School Clan, InFerno eSports и Team Redbyte Italia.
Испания
Первым в Испании футбольным клубом, создавшим собственную киберспортивную команду, стала Валенсия. Об этом руководство испанского клуба рассказало на пресс-конференции, которая состоялась 7-го июня. Клуб собирается открыть киберспортивные подразделения по следующим дисциплинам: Hearthstone, FIFA и Rocket League. В скором времени к ним присоединится состав по League of Legends.

### Россия
Россия стала первой страной в мире, признавшей киберспорт официальным видом спорта. Впервые «компьютерный спорт» вошёл в перечень признанных в России видов спорта в 2001 году, однако в 2006 году был исключён. Повторное включение «компьютерного спорта» в реестр произошло в 2016 году. В 2017 году дисциплины «боевая арена», «соревновательные головоломки», «стратегия в реальном времени» и «технический симулятор» вошли в перечень спортивных дисциплин, развиваемых на общероссийском уровне, а Федерация компьютерного спорта России стала аккредитованной спортивной федерацией.
В России организовывается ряд киберспортивных соревнований, включая Кубок России по киберспорту, Чемпионат России по компьютерному спорту, Всероссийскую киберспортивную студенческую лигу, Чемпионат России по интерактивному футболу и Кубок России по интерактивному футболу, а некоторые чемпионаты транслировались по кабельному телевидению.

### СНГ

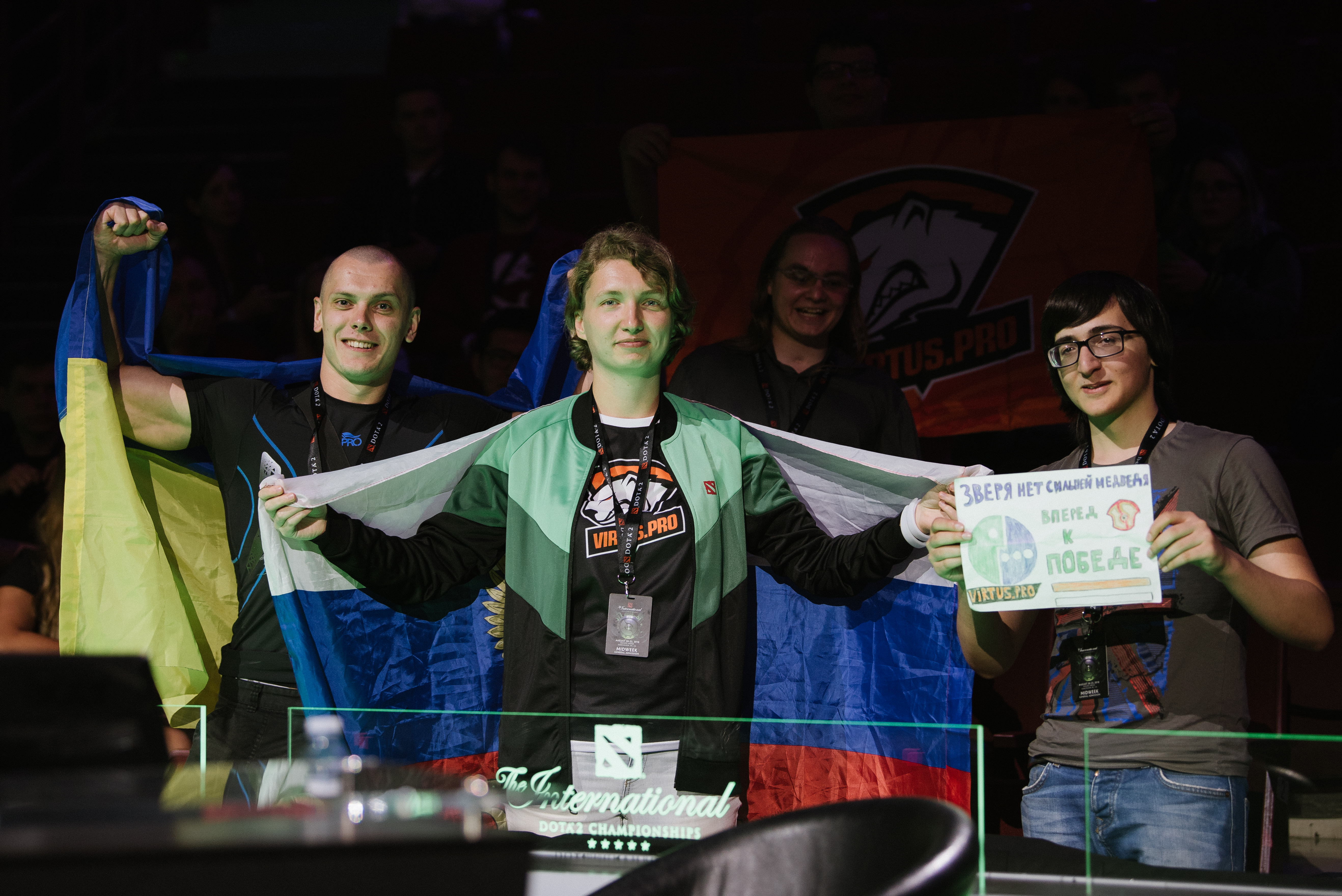
Российские и украинские болельщики на The International 2018

Компьютерный спорт в Узбекистане официально признан видом спорта. В рамках Азиатских игр 2018 в Индонезии прошёл турнир по дисциплине eSports в качестве демонстрационного вида спорта. Организатором турнира выступила Азиатская федерация электронного спорта Asian Electronic Sports Federation (AESF), в состав которой входят федерации 45 азиатских стран, в том числе Федерация компьютерного спорта Узбекистана.
В Республике Беларусь среди организаций наиболее активные — это Nemiga Gaming (мультигейминговая организация, основанная в июне 2017 года) и Pavaga Gaming (киберспортивная организация, основанная в октябре 2018 года).
В 2019 году видеосервис VOKA приступил к развитию киберспортивного сообщества VOKA Gaming, чтобы помочь белорусским геймерам сделать первые шаги в киберспорте. VOKA Gaming организует регулярные соревнования по различным дисциплинам (например, по CS: GO и Dota 2) в рамках киберспортивной лиги VOKA League, а также отдельные турниры (например, по игре Valorant и VOKA Mobile Gaming по мобильному киберспорту). Кроме проведения турниров VOKA Gaming совместно с Белорусской ассоциацией компьютерного спорта в декабре 2020 года организовали и провели онлайн-интенсив по подготовке кибеспортивных комментаторов.
Также существуют различные некоммерческие турниры, например RDL (Русская дуэльная лига по Quake II). Самой крупной в Европе индивидуальной лигой по StarCraft II является российский проект RSL — Russian Starcraft 2 League, организованный силами sc2tv.ru. Крупнейшей лигой по Counter-Strike: Source и Counter-Strike: Global Offensive, а также Dota 2 на 2014 год является лига CSPL. Главным соревнованием по League of Legends в СНГ является LCL.

### Индия
В отдалённых городах Индии отсутствуют интернет и компьютеры, но в то же время в крупных городах проблемы с этим нет. Более десяти лет доминирующей дисциплиной был Counter-Strike 1.6 и индийские команды регулярно участвовали в World Cyber Games Grand Final и Electronic Sports World Cup. Дебютным выступлением на мировой арене был WCG 2002, где команда TUI проиграла все матчи. Двумя известнейшими командами являются ACID (участники WCG 2003, WCG 2004, WCG 2005) и Team ATE. Самые известные игроки: «r4iD» и «RiTz».
С появлением free-to-play MOBA-игр League of Legends и Dota 2 устаревшая CS 1.6 теряет свои позиции, надо заметить, что LoL является несколько более популярной игрой в этой стране и турниров по ней проводится больше. Продвижением и популяризацией этих игр являются порталы frag-nation.in и afkgaming.com.

### Мексика
Благодаря близости Мексики к США большинство геймеров используют консоли, а не компьютеры. Но среди геймеров, использующих компьютер, наиболее популярной дисциплиной является StarCraft II, которую поддерживают три организации: Team Quetzal, Team Neo Forze и xGamers. В дисциплине League of Legends их успехи; 4 место на WCG 2013.

## Критика
У чемпионатов по киберспорту нет чёткой организации: ежемесячно может проводиться по одному мировому турниру, следовательно, в каждой дисциплине за год может появиться более одного чемпиона мира.
Даже крупные чемпионаты могут задерживать выплаты призовых победителям. Например, ACON5 2005 не выплатил 5000 долларов немецкой команде defusekids по Counter-Strike, занявшей третье место. В ответ один из участников команды — Yannik Bindo — написала открытое письмо с описанием ситуации.

## Форматы проведения соревнований
Можно выделить следующие форматы проведения соревнований:
Онлайн (ONLINE) — формат проведения спортивных и физкультурных соревнований, других мероприятий, при котором взаимодействие участников соревновательного процесса осуществляется дистанционно с использованием информационной телекоммуникационной сети «Интернет».
ЕСнУП - единые соревнования на удаленных площадках — формат проведения соревнования, при котором игроки находятся на разных специализированных площадках под непосредственным контролем судей, объединённые одной сеткой соревнований.
ЛАН (LAN, Local Area Network) — формат проведения спортивных и физкультурных соревнований и других мероприятий, где участники соревнований находятся на специально оборудованных площадках в одном или смежных помещениях.
Большие соревнования либо финалы соревнований проводятся в формате ЛАН в специальных местах — Кибер-аренах, где зрители могут наблюдать за игроками, сидящими за компьютерами, а ход поединка отслеживается на большом экране, куда транслируется изображения с экранов игроков. В Южной Корее из-за большого числа зрителей подобные соревнования проводят на стадионах.
Менее масштабные соревнования проводятся в компьютерных клубах и интернет-кафе либо в формате онлайн-соревнований, которые проводятся через сеть Интернет.

### Призовые суммы
На крупных соревнованиях призовой фонд достигает 1 000 000 долларов и более. Самый крупный выигрыш к 2005 году составил 150 000 долларов США — их получил Джонатан Венделл, выступающий под никнеймом «Fatal1ty» в соревнованиях по игре Painkiller. Зарплаты корейских StarCraft-игроков составляют от 20 000 до 600 000 долларов в год.
В 2002 российский игрок «uNkind» занял первое место на World Cyber Games по игре Quake III и уехал домой с суммой 20 000 долларов. Также в 2002 году на World Cyber Games российская команда по Counter-strike M19 заняла первое место и увезла с собой 40 000 долларов; всё в той же Quake III игрок «Cooller» занял первое место на Cyber[X]Gaming, проходившем в США Лас-Вегасе, и выиграл 20 000 долларов.
В 2011 году стартовал международный чемпионат The International по Dota 2, организатор которого, компания Valve, выставил беспрецедентный на тот момент призовой фонд — 1,6 млн долларов, из который 1 млн получала команда, занявшая первое место. Ею стала украинская команда Na`Vi. Из года в год призовой фонд TI только рос, во много благодаря отчислениям от оплаты боевых пропусков рядовыми игроками Dota 2. В 2021 году на The International 10 призовой фонд составил уже 40 млн долларов, из которых 18,2 млн получил чемпион — команда Team Spirit.
В 2012 году Taipei Assasins выиграли 1 млн долларов США на 2 сезоне чемпионата мира по League of Legends. Призовой фонд сезона составлял 1 970 000 долларов США.
В 2013 году SK Telecom1 выиграла около 1 млн долларов США на 3 сезоне чемпионата мира на турнире RiotGames по игре League of Legends. Призовой фонд сезона составлял 2 050 000 долларов за сезон, поделённый на 14 команд.
В 2021 году Team Spirit выиграла 18 208 300 долларов США на турнире The International 10 по Dota 2. Общий призовой фонд составил чуть более 40 миллионов долларов, который разделили 18 команд

### Команды
Некоторые виды компьютерных игр, например Counter-Strike, созданы как для режима «1x1», так и команда на команду, но есть и те игровые дисциплины, которые предназначены только для командного соревнования.

## Федерации и ассоциации
В мире существует несколько крупных ассоциаций и федераций киберспорта. Если ассоциации призваны улучшать и защищать киберспорт с позиции игроков, стараясь повысить зарплаты, установить какие-то гарантии, то федерации, напротив, заинтересованы в интересах зрителей и соревновательной части. Именно последние устанавливают правила и зрелищность матча.

### Федерация компьютерного спорта России
В соответствии с приказом Минспорта России № 618 от 05 июля 2017 года, Федерация компьютерного спорта России обладает следующими правами и обязанностями:
- разрабатывать правила по виду спорта и вносить их на утверждение в Минспорта РФ;
- вносить изменения в ЕВСК (Единая всероссийская спортивная классификация, которая содержит критерии присвоения разрядов и званий) по компьютерному спорту;
- подавать соревнования в ЕКП (единый календарный план) Минспорта РФ и проводить официальные чемпионаты и кубки России, а также международные соревнования;
- формировать сборную России;
- устанавливать квалификационные требования для судей по виду спорта;
- а также всё остальное, предусмотренное ст. 16 Федерального закона от 04.12.2007 № 329-ФЗ «О физической культуре и спорте в РФ»[25].

Кроме прочих регламентов и положений Федерация компьютерного спорта России выпустила методологические рекомендации по обучению компьютерному спорту.

### Федерации и ассоциации в Республике Беларусь
2 января 2017 года Министерством юстиции Республики Беларусь было зарегистрировано республиканское общественное объединение «Белорусская федерация киберспорта». БФК организовывает и проводит спортивно-массовых мероприятий по киберспорту, а также содействует его развитию. За время существования федерация провела более 30 киберспортивных турниров по DOTA 2, CS:GO, WoT, FIFA 17 и др. республиканского и регионального масштабов (МЭТА, МЭТА Mobile, Битва городов, Belarusian Esports League для начинающих игроков). В 2017 году БФК вошла в состав Международной Федерации Киберспорта, в 2020 году — в состав Всемирной Федерации Киберспорта (Global Esports Federation) и Европейской Киберспортивной Федерации.
7 февраля 2020 года Министерство юстиции Республики Беларусь зарегистрировало вторую киберспортивную федерацию — «Белорусская федерация компьютерного спорта». БФКС создана по инициативе компании А1 с целью развития и популяризации компьютерного спорта в стране. Эта некоммерческая организация объединяет белорусских энтузиастов компьютерного спорта, профессиональных игроков и другие стороны, заинтересованные в продвижении киберспорта и киберспортивных дисциплин.
17 апреля 2020 года зарегистрирована Белорусская ассоциация компьютерного спорта (БАКС). Членами БАКС являются А1, видеосервис VOKA и Белорусская федерация компьютерного спорта. В списке кандидатов на вступление — региональные киберспортивные организации, компьютерные клубы и организации, а также ряд белорусских киберспортивных команд. Одна из главных целей ассоциации — работа над тем, чтобы компьютерный спорт признали на государственном уровне.

### International e-Sports Federation
Международная федерация киберспорта, которая проводит международный Чемпионат мира по киберспорту (Esports World Championship).
Объединяет 128 национальных киберспортивных федераций разных стран. Создана в 2008 году. Штаб-квартира находится в Республике Корея.

### G7
В 2006 году Mousesports, Fnatic и SK Gaming образовали лигу G7 — ассоциацию крупнейших киберспортивных организаций. Мотивацией к этому послужила организация трансферов, сотрудничество с лигами и турнирами и ведение рейтинга команд в разных дисциплинах. За время существование ассоциация бойкотировала (члены G7 не выступали на соревнованиях) CPL Winter 2007 и ESWC 2010 за невыплату за предыдущие турнирные сезоны. В 2010 году из-за контрактных разногласий между Fnatic и SK Gaming ассоциация была распущена.

### WESA
13 мая 2016 года создана Всемирная ассоциация киберспорта (World Esports Association — WESA).
В ассоциацию входят киберспортивные организации Fnatic, Natus Vincere, EnVyUs, Virtus.Pro, G2 Esports, FaZe Clan, mousesports, Ninjas in Pyjamas, Renegades, SK Gaming, OpTic Gaming, Road To Success, Splyce и North, а также организатор киберспортивных турниров ESL.

### National Electronic Sports Commission (NeSC)
23 марта 2013 года состоялось первое заседание National Electronic Sports Commission, целью которой стало создание профессиональной игровой среды с соответствующими правилами и обязанностями, справедливые как для крупных организаций, так и для более новых и молодых.

## Влияние на здоровье
Как и классические виды спорта, киберспорт сопряжён значительными рисками для здоровья. Огромная нагрузка на глаза и руки, сидячий образ жизни и высокий уровень стресса могут приводить к разнообразным патологиям, при этом киберспортивная медицина недостаточно развита для своевременного диагностирования и лечения травм. Многие спортсмены вынуждены заканчивать киберспортивную карьеру до достижения 30-летнего возраста по состоянию здоровья — из-за проблем с глазами, руками, запястьями, шеей или спиной.